# Fem på mystiska heden
Fem på mystiska heden är en bok skriven av Enid Blyton. Det engelska originalet kom ut 1954 och var den 13:e boken i serien, och på svenska kom boken ut 1959 Fem-serien.

## Handling
På en ridskola vid en mystisk hed befinner sig Anne och George.  Där träffar de Henrietta, en flicka som vill kallas Henry och vara pojke precis som George. Georg kommer inte alls överens med Henry. Efter några dagar ansluter Julian och Dick till ridskolan. En äldre smed berättar för barnen om den mystiska hedens historia då de skor några hästar. Barnen beslutar sig för att kampa på mystiska heden. På heden hittar de ett järnvägsspår som leder till ett gammalt sandtag och där börjar äventyret.

## Karaktärer
- De fem Julian, Dick, Anne, Georg och Timmy
- Henrietta  pojkflickan som vill kallas "Henry"
- Snuvan, ett barn som hjälper de fem under äventyret
- Kapten Johnson
- Mrs. Johnson
- William, en pojke på ridskolan
- Skurkarna varav Snuvans far är en av dessa.

## Översättning
Boken kom ut på svenska 1960 med Ingegerd Lindström som översättare. 1975 nyöversattes boken av Kerstin Lennarthson och romerna försvann ur boken som skurkarna. Boken har kommit ut som ljudbok med Anna Maria Käll som inläsare.